# Факатане (река)
Факатане (англ. Whakatane River) — река в Новой Зеландии. Протекает по региону Бей-оф-Пленти на острове Северный. Длина реки составляет 112 км при площади бассейна более 1100 км².
Исток реки расположен в гористой местности в районе хребта Уиарау неподалёку от озера Уаикаремоана, в центре национального парка Уревера. В верхнем течении река протекает через буш, встречается множество порогов и перекатов. Течёт строго на север, через национальный парк Те Уревера. В нижнем течении меандрирует, проходя через сельскохозяйственные угодья. В районе города Факатане впадает в Залив Пленти Тихого океана.
Расход воды в реке составляет от 200 м³/с в межень до 30 000 м³/с в паводковый период. Паводок на реке случается один-два раза в год с подтоплением около 1000 акров земель.
Река популярна среди рыболовов, в её водах обитает радужная форель и ручьевая форель. Кроме того, в нижнее течение реки из моря заходит австралийский лосось.
Вода реки используется для водоснабжения городов Факатане и Охоуп.